# Adisura callima
Adisura callima är en fjärilsart som beskrevs av Bethune-Baker 1911. Adisura callima ingår i släktet Adisura och familjen nattflyn. Inga underarter finns listade i Catalogue of Life.